# Röd dvärg
Röda dvärgar är dvärgstjärnor med cirka en tredjedels solmassa och mindre diameter. Dessa lätta stjärnor är de vanligaste stjärnorna. De förbränner sitt bränsle mycket långsamt och blir därför mycket gamla.

## Beskrivning
En röd dvärg är en relativt liten och sval stjärna på huvudserien, med spektraltyp antingen K eller M. Röda dvärgar har en massa på mellan 0,075 och 0,5 solmassor och har en yttemperatur på mindre än 4,000 K, de förbränner sitt bränsle mycket långsamt och blir därför mycket gamla. Röda dvärgar är de vanligaste stjärnorna i Vintergatan, eller i alla fall runt solen. Eftersom de röda dvärgarna lyser så svagt är det svårt att se individuella stjärnor. Inga röda dvärgar är synliga för blotta ögat.
Proxima Centauri, den närmaste stjärnan till solen, är en röd dvärg (typ M5, ca magnitud 11,05). Enligt vissa uppskattningar består Vintergatan till tre fjärdedelar av röda dvärgar.
Vissa modeller visar att röda dvärgar som är mindre än 0,35 M☉ är helt konvektiva. Detta betyder att det helium som produceras genom den termonukleära fusionen av väte konstant blandas och fördelas jämnt i hela stjärnan. Detta gör att det inte byggs upp en stor mängd helium i kärnan vilket leder till att de röda dvärgarna utvecklas långsamt, och har konstant luminositet och spektraltyp under väldigt lång tid, tills deras bränsle tar slut. På grund av att universum är relativt ungt finns det inga röda dvärgar som har kommit in i slutstadiet av sina liv. Planeter har identifierats i omlopp runt flera sådana stjärnor.

## Exempel på röda dvärgar
Ett exempel på röd dvärg är solsystemets närmaste grannstjärna, Proxima Centauri. Planeter har identifierats i omlopp runt flera sådana stjärnor. 
Lalande 21185 är en röd dvärg i stjärnbilden Stora björnen och den ljusstarkaste röda dvärgen på norra stjärnhimlen, med magnitud 7,52.
På södra stjärnhimlen finns två röda dvärgar som är ännu ljusstarkare: AX Microscopii (Lacaille 8760) och Lacaille 9352 med magnituderna 6,7 och 7,3.